# Mosquée cathédrale de Kharkiv
La  Mosquée cathédrale de Karkiv, Khavidrali Mosque, (Ukrainien: Харківська соборна мечеть) est un édifice religieux musulman situé en Ukraine.

## Histoire
Démolie par le pouvoir soviétique en 1936, elle fut reconstruite en 2006.

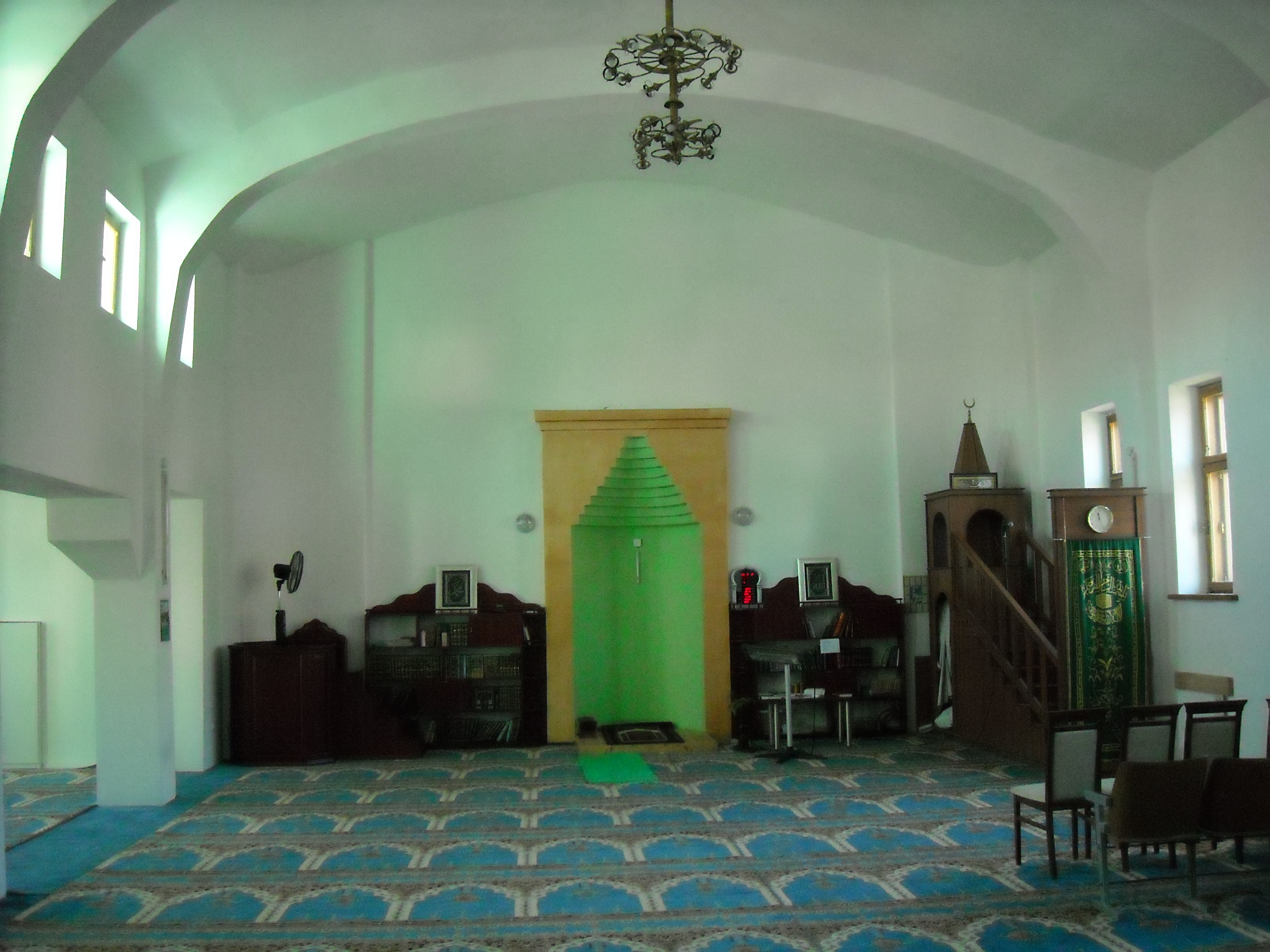
Intérieur et son mihrab.